# SMX

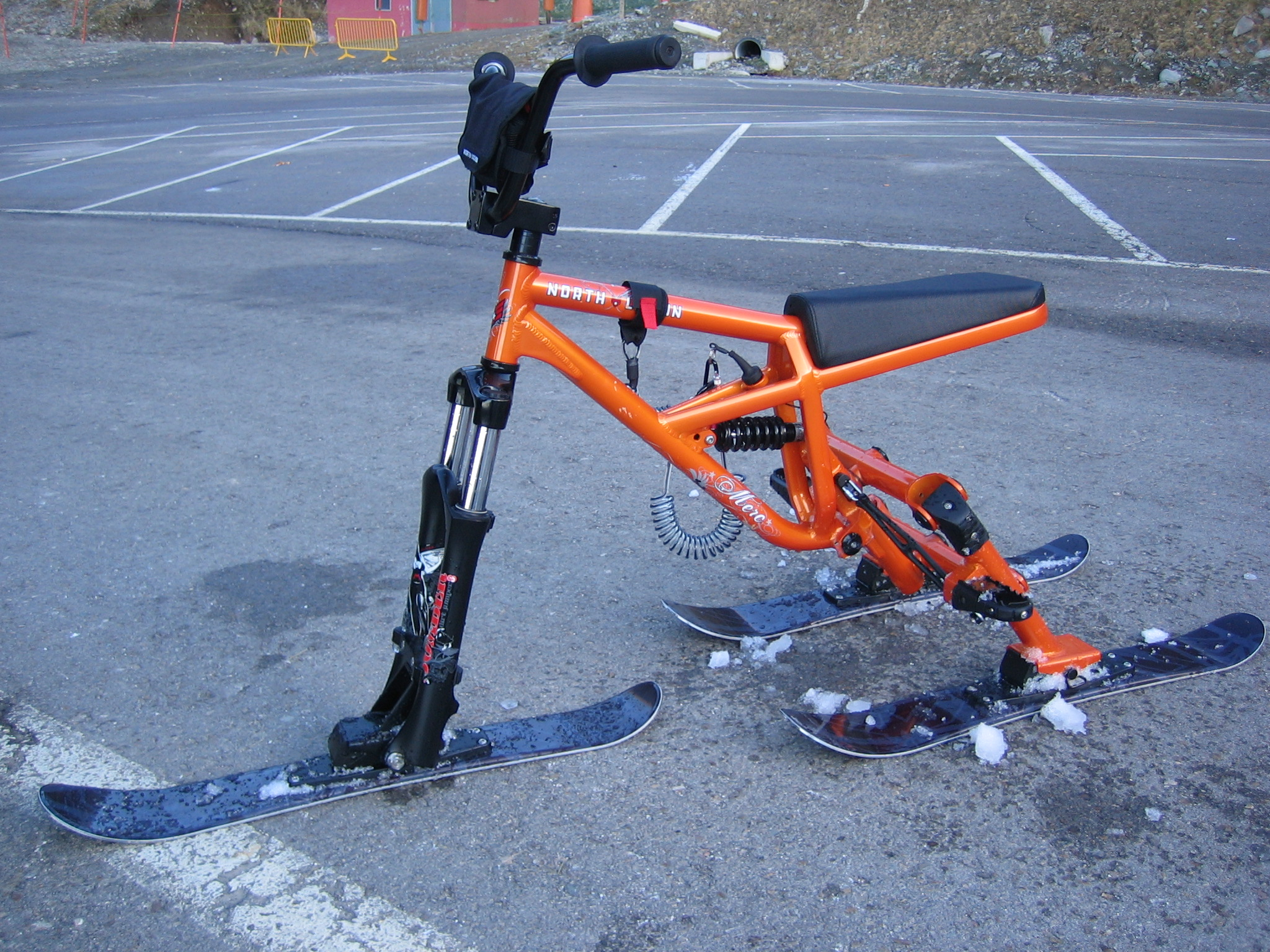
La SMX, ingenio para descender por la nieve, evolución de la snow bike.

La SMX es un vehículo para descender por la nieve similar a una bicicleta, una evolución de la snow bike que cuenta con tres esquíes, suspensiones trasera y delantera regulables y un sistema de trapecios trasero que permiten, mediante la inclinación de los esquíes traseros, girar en la nieve sencillamente, mediante carving. Fabricada en aluminio y muy resistente, cuenta con un peso de 17 kilos, muy similar al de una bicicleta de descenso. Del mismo modo, su manejo es tan sencillo como montar en bicicleta. Posee sistemas de seguridad en caso de caída, de manera que la SMX no siga descendiendo así como sistemas de enganche al telesilla y a los arrastres propios de las estaciones de esquí. Modelo patentado en 2005 por North Legion, empresa con sede en Noruega.